# Kleinbahn Grünberg–Sprottau
| Kursbuchstrecke: | 123k (1934)          |                                                |                                                |
| Streckenlänge: | 50,7 km              |                                                |                                                |
| Spurweite: | 1435 mm (Normalspur) |                                                |                                                |
| Streckengeschwindigkeit: | 30 km/h              |                                                |                                                |
| |                      |                                                |                                                |
| \| \| 0,0 \| Grünberg Hatzfeldstraße (frh. Staatsbf) \| Grünberg Hatzfeldstraße (frh. Staatsbf) \| \| \| \| zur Staatsbahn \| \| \| \| \| Grünberg Fließweg / Grünstraße / Schützenplatz \| \| \| \| \| Löbtenzweiche \| \| \| \| 3,3 \| Grünberg Oberstadt \| Grünberg Oberstadt \| \| \| 7,0 \| Heinersdorf (Kr Grünberg) (Jędrzychów) \| Heinersdorf (Kr Grünberg) (Jędrzychów) \| \| \| 11,5 \| Ochelhermsdorf (Ochla) \| Ochelhermsdorf (Ochla) \| \| \| 16,0 \| Hartmannsdorf (Kr Freystadt) (Jarogniewice) \| Hartmannsdorf (Kr Freystadt) (Jarogniewice) \| \| \| 19,7 \| Seiffersdorf (Kr Freystadt) (Radwanów) \| Seiffersdorf (Kr Freystadt) (Radwanów) \| \| \| 22,2 \| Brunzelwaldau (Broniszów) \| Brunzelwaldau (Broniszów) \| \| \| 26,3 \| Eichvorwerk \| Eichvorwerk \| \| \| 27,9 \| Weichau (Wichów) \| Weichau (Wichów) \| \| \| 31,8 \| Hertwigswaldau Dorf (Chotków) \| Hertwigswaldau Dorf (Chotków) \| \| \| \| Bahnstrecke Freystadt–Sagan \| \| \| \| 34,4 \| Herwigsdorf (Stypułów) \| Herwigsdorf (Stypułów) \| \| \| 38,8 \| Rückersdorf (Kr Sprottau) (Siecieborzyce) \| Rückersdorf (Kr Sprottau) (Siecieborzyce) \| \| \| 42,0 \| Wittgendorf (Kr Sprottau) (Witków) \| Wittgendorf (Kr Sprottau) (Witków) \| \| \| 47,3 \| Kortnitz (Kartowice) \| Kortnitz (Kartowice) \| \| \| \| \| \| \| \| 50,7 \| Sprottau Kleinbahnhof \| Sprottau Kleinbahnhof \| \| \| \| \| \| |                      |                                                |                                                |
| Kopfbahnhof Streckenanfang (Strecke außer Betrieb) | 0,0                  | Grünberg Hatzfeldstraße (frh. Staatsbf)        | Grünberg Hatzfeldstraße (frh. Staatsbf)        |
| Abzweig geradeaus und nach rechts (Strecke außer Betrieb) |                      | zur Staatsbahn                                 | zur Staatsbahn                                 |
| Dienststation / Betriebs- oder Güterbahnhof (Strecke außer Betrieb) |                      | Grünberg Fließweg / Grünstraße / Schützenplatz | Grünberg Fließweg / Grünstraße / Schützenplatz |
| Dienststation / Betriebs- oder Güterbahnhof (Strecke außer Betrieb) |                      | Löbtenzweiche                                  | Löbtenzweiche                                  |
| Bahnhof (Strecke außer Betrieb) | 3,3                  | Grünberg Oberstadt                             | Grünberg Oberstadt                             |
| Bahnhof (Strecke außer Betrieb) | 7,0                  | Heinersdorf (Kr Grünberg) (Jędrzychów)         | Heinersdorf (Kr Grünberg) (Jędrzychów)         |
| Bahnhof (Strecke außer Betrieb) | 11,5                 | Ochelhermsdorf (Ochla)                         | Ochelhermsdorf (Ochla)                         |
| Bahnhof (Strecke außer Betrieb) | 16,0                 | Hartmannsdorf (Kr Freystadt) (Jarogniewice)    | Hartmannsdorf (Kr Freystadt) (Jarogniewice)    |
| Bahnhof (Strecke außer Betrieb) | 19,7                 | Seiffersdorf (Kr Freystadt) (Radwanów)         | Seiffersdorf (Kr Freystadt) (Radwanów)         |
| Bahnhof (Strecke außer Betrieb) | 22,2                 | Brunzelwaldau (Broniszów)                      | Brunzelwaldau (Broniszów)                      |
| Haltepunkt / Haltestelle (Strecke außer Betrieb) | 26,3                 | Eichvorwerk                                    | Eichvorwerk                                    |
| Bahnhof (Strecke außer Betrieb) | 27,9                 | Weichau (Wichów)                               | Weichau (Wichów)                               |
| Bahnhof (Strecke außer Betrieb) | 31,8                 | Hertwigswaldau Dorf (Chotków)                  | Hertwigswaldau Dorf (Chotków)                  |
| Kreuzung (Strecke geradeaus außer Betrieb) |                      | Bahnstrecke Freystadt–Sagan                    | Bahnstrecke Freystadt–Sagan                    |
| Bahnhof (Strecke außer Betrieb) | 34,4                 | Herwigsdorf (Stypułów)                         | Herwigsdorf (Stypułów)                         |
| Bahnhof (Strecke außer Betrieb) | 38,8                 | Rückersdorf (Kr Sprottau) (Siecieborzyce)      | Rückersdorf (Kr Sprottau) (Siecieborzyce)      |
| Bahnhof (Strecke außer Betrieb) | 42,0                 | Wittgendorf (Kr Sprottau) (Witków)             | Wittgendorf (Kr Sprottau) (Witków)             |
| Haltepunkt / Haltestelle (Strecke außer Betrieb) | 47,3                 | Kortnitz (Kartowice)                           | Kortnitz (Kartowice)                           |
| Abzweig ehemals geradeaus und von rechts |                      |                                                |                                                |
| Bahnhof | 50,7                 | Sprottau Kleinbahnhof                          | Sprottau Kleinbahnhof                          |
| Strecke |                      |                                                |                                                |

Die Kleinbahn-AG Grünberg–Sprottau betrieb eine ca. 51 Kilometer lange normalspurige Bahnstrecke in Niederschlesien.

## Geschichte

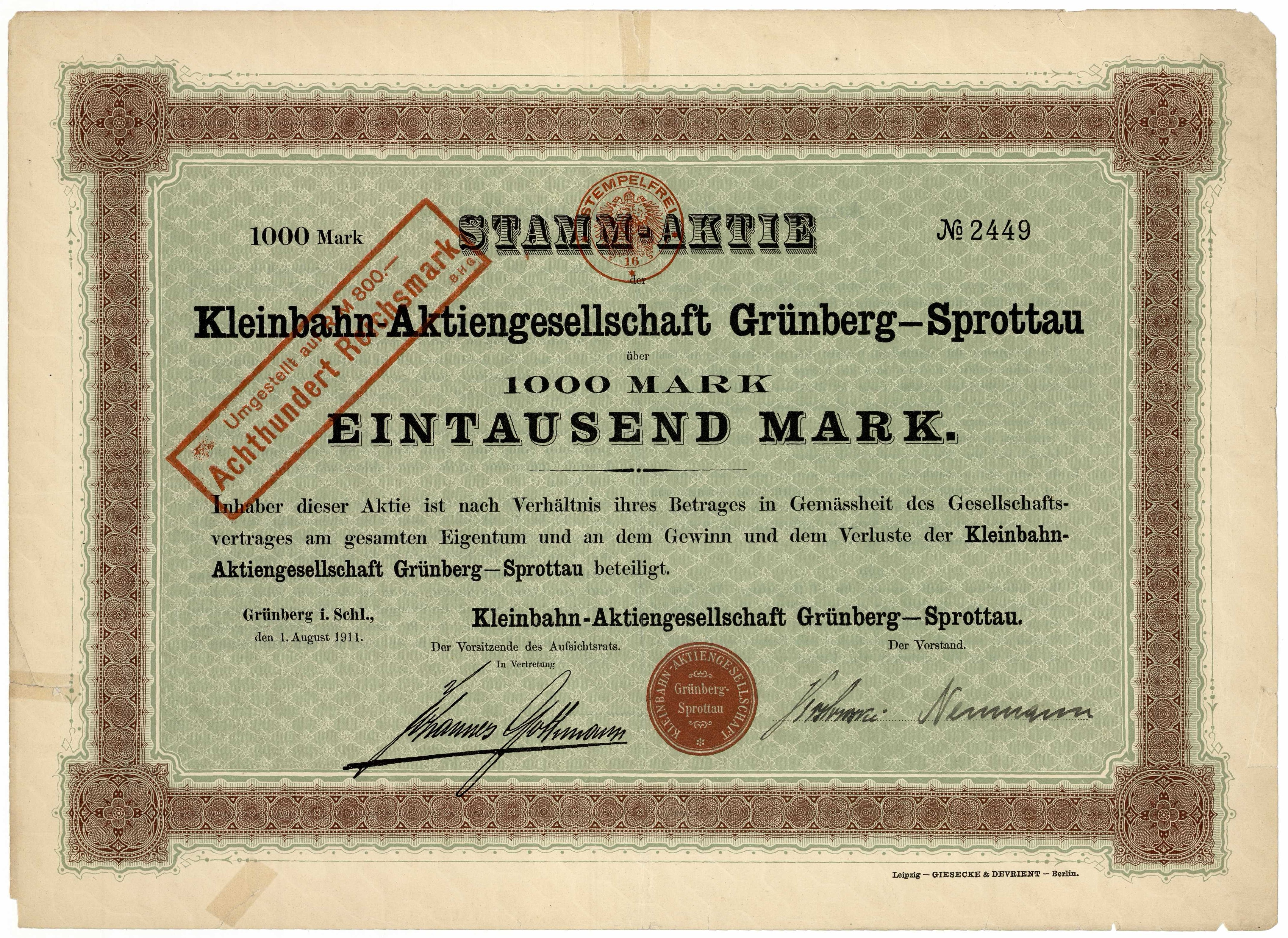
Aktie über 1000 Mark der Kleinbahn-AG Grünberg-Sprottau vom 1. August 1911

Im Norden der früheren Provinz Schlesien sollten die Kreisstädte Grünberg und Sprottau, deren Eisenbahnverbindungen überwiegend in Ost-West-Richtung tendierten, durch eine Nord-Süd-Strecke verbunden werden.
Eine große Anzahl von Aktionären gründete am 31. Mai 1910 die Kleinbahn-AG Grünberg–Sprottau mit Sitz in Grünberg. Die größten Anteile brachten das Königreich Preußen, der Landkreis Grünberg i. Schles. und die Bahnbaugesellschaft Lenz & Co. GmbH auf, rund ein Drittel des Kapitals entfiel auf die Kreise Freystadt, Sagan und Sprottau, die Städte Grünberg und Sprottau, die Gemeinde Weichau sowie 46 Firmen und Privatpersonen.
Die Firma Lenz & Co. erbaute die normalspurige Bahnstrecke und übernahm die Betriebsführung; die regelspurige Kleinbahn durchzog vier Kreise und wurde am 1. Oktober 1911 eröffnet.
Anschluss an die Staatsbahn bestand an den Endpunkten Grünberg und Sprottau. Außerdem kreuzte die Kleinbahn in Herwigsdorf die regelspurige Bahnstrecke Freystadt–Sagan.
Das Verkehrsaufkommen entsprach nicht den Erwartungen. 1913/1914 wurden 113.164 Personen befördert und 64.886 t Güter transportiert, wobei das Hauptaufkommen im Güterverkehr im Stadtgebiet von Grünberg mit mehreren Gleisanschlüssen lag. Wurde die gesamte Strecke 1914 von drei Zugpaaren und 1927 von zwei Zugpaaren bedient, so ruhte in den dreißiger Jahren der Sonntagsverkehr; an Werktagen verkehrte nur ein Zugpaar. In Grünberg begannen und endeten seitdem die Züge im Bahnhof Grünberg Oberstadt. Auf Teilstrecken gab es zusätzliche Fahrten, so noch 1944 zwei Zugpaare an Sonnabenden zwischen Grünberg und Weichau. So wurden 1938/39 nur noch 10.239 Personen befördert, aber immerhin noch 46.928 t Güter transportiert.
An Fahrzeugen standen 1939 zur Verfügung: drei Dampflokomotiven, vier Personen-, zwei Gepäck- und 40 Güterwagen.
1945 übernahmen die Polskie Koleje Państwowe (PKP) die Strecke. Der Personenverkehr wurde nicht wiederaufgenommen. Güterverkehr fand noch bis 2003 zwischen Grünberg und Heinersdorf statt, die übrige Strecke war schon in den 1950er Jahren abgebrochen worden.